# Le Rire (film)
Pour les articles homonymes, voir Le Rire (homonymie).
Pour plus de détails, voir Fiche technique et Distribution.
Le Rire est un court métrage français de Maurice Régamey réalisé en 1953.

## Synopsis
Louis de Funès donne une définition du rire.

## Fiche technique
Source IMDb
- Réalisation : Maurice Régamey
- Scénario : Maurice Régamey et Jean Girault
- Société de production : Francinex
- Pays :  France
- Format : Noir et blanc - 1,37:1 - 35 mm - son mono - procédé cinématographique : sphérique
- Genre : court métrage comique
- Durée : 13 minutes
- Date de sortie : 1953 au cinéma

## Distribution
Source IMDb
- Louis de Funès : le professeur
- Jacques Hilling
- Luc Andrieux
- Paul Demange
- Alain Bouvette
- Robert Le Béal
- Harry-Max (sous le nom de Max Harry)
- Jacqueline Dufranne
- Rose-Marie Crowel
- Annick Bastit
- Yannick Moudel
- Michel Dancourt
- Frédéric Valmain